# Тыртычный, Дмитрий Иванович
Дмитрий Иванович Тыртычный (30 октября 1905, Маруха, Зеленчукский район — 28 августа 1976, Петровское, Краснодарский край) — командир миномёта 323-го гвардейского горно-стрелкового полка 128-й гвардейской горно-стрелковой дивизии 3-го горно-стрелкового корпуса 1-й гвардейской армии 4-го Украинского фронта, старший сержант — на момент представления к награждению орденом Славы 1-й степени.

## Биография
Родился 30 октября 1905 года в селе Маруха (ныне Зеленчукского района Ставропольского края).
Трудился в колхозе «Память Ленина» Отрадненского района Краснодарского края. С 1927 по 1930 год проходил срочную службу в Красной армии.
С началом Великой Отечественной войны в июне 1941 года добровольцем ушёл в Красную армию.
В ноябре 1943 года в боях на территории Николаевской области в составе разведывательной группы скрытно проник в расположение противника. В результате поиска разведчики взяли пять «языков», в том числе одного офицера. В бою Тыртычный лично уничтожил пулемётный расчёт противника. 12 сентября 1944 года за образцовое выполнение заданий командования и проявленные мужество и отвагу старший сержант Тыртычный Дмитрий Иванович награждён орденом Славы 3-й степени.
14-18 октября в боях за населённый пункт Звола в 16 км севернее города Снина (Чехословакия) гвардии старший сержант Тыртычный с расчётом уничтожил вражеский миномёт и пулемётную точку, большое количество живой силы противника. 14 декабря 1944 года за высокое мужество, стойкость и храбрость в боях за Карпаты награждён орденом Славы 2-й степени.
В феврале — апреле 1945 года 128-я гвардейская горнострелковая дивизия вела тяжёлые бои на моравско-остравском направлении, обходя город с северо-запада. За мужество в завершающих боях на чехословацкой земле гвардии старшина Тыртычный был награждён орденом Красной Звезды.
Указом Президиума Верховного Совета СССР от 23 мая 1945 года за исключительное мужество, отвагу и бесстрашие, проявленные на заключительном этапе Великой Отечественной войны гвардии старший сержант Тыртычный Дмитрий Иванович награждён орденом Славы 1-й степени. Стал полным кавалером ордена Славы.
Жил и работал в селе Петровское Отрадненского района Краснодарского края. Скончался 28 августа 1976 года.